# Сивковы (Кирово-Чепецкий район)
 Сивковы  — опустевшая деревня в Кирово-Чепецком районе Кировской области в составе Бурмакинского сельского поселения.

## География
Расположена на расстоянии примерно 6 км на юг-югозапад по прямой от центра поселения села Бурмакино.

## История
Известна была с 1747 года как починок Поповский, в 1764 18 жителей. В 1873 в починке (Поповский или Сивково) дворов 8 и жителей 46, в 1905 (деревня Поповского или Сивковы) 13 и 87, в 1926 (Сивковы или Поповский) 15 и 85, в 1950 12 и 48, в 1989 5 жителей.

## Население
Постоянное население составляло 3 человека (русские 100%) в 2002 году, 0 в 2010.